# Securidaca welwitschii
Securidaca welwitschii är en jungfrulinsväxtart som beskrevs av Oliver. Securidaca welwitschii ingår i släktet Securidaca och familjen jungfrulinsväxter. Inga underarter finns listade i Catalogue of Life.